# チュハン

ベトナム語で「漢字」という意味である言葉の呼び方（チュハン、チュニョ、ハントゥ、ハンノム）

チュハン（ベトナム語：Chữ Hán / 𡨸漢）は、ベトナム語で漢字のこと。「漢字」そのもののベトナム語の漢越語でハントゥ（ベトナム語：Hán Tự / 漢字）とも呼ばれる。また、儒教で儒者が使う=科挙で用いる文字という意味でチュニョ（ベトナム語：Chữ Nho / 𡨸儒）とも呼ばれる。

## 概要
漢字とチュノム（漢字を応用して作られた文字）との混じり文を、ハンノム（ベトナム語：Hán Nôm / 漢喃）と呼び、チュ・クオック・グー（ラテン文字）が普及するまで使用されていた。ベトナム語は多量の漢字語を取り入れたが、今でも古音を多く残している。とりわけ疑母 (ng)、喩母とゼロ子音が顕著である。例えば「魚」は ngư、「兪」は du、「於」は ư と発音される。子音も多様で、例えば、「西」は tây、「民」は dân である。
チュハンの韻尾は4種類に現れ、漢字韻尾の整合性には影響を及ぼさない。古音では、韻尾を -n, -m, -p, -t で終えるが、ベトナム語も同様である。例えば、「判」phán、「帆」phàm、「法」pháp、「發」phát である。
古音の尾韻 -ng の漢字は、ベトナム語で -ng、-nh の尾韻に二分した。具体的な分化の規則は、韻母が「洪音」(a, o, ơ, u, ư) の時は韻尾が -ng（例えば、「空」không、「光」quang、「濃」nùng）となり、韻母が「細音」（/ε/と発音する a, i(y), ê）の時は韻尾が -nh（「京」kinh、「生」sinh、「成」thành）となる。
漢字音の分類から -p, -t, -c, -ch の閉鎖音韻尾（入声韻）を数えれば8声調となるが、現在ベトナム語は6声調と見るのが一般的である。